# Johann Christian Buxbaum
Pour les articles homonymes, voir Buxbaum.
Johann Christian (ou Johannes Christianus) Buxbaum est un médecin, un botaniste et un explorateur saxon, baptisé le 5 octobre 1693 à Mersebourg (à 25 km à l’ouest de Leipzig) et mort le 7 juillet 1730 à Wermsdorf en Saxe.

## Biographie
Il est le fils d’Andreas Buxbaum et de Maria Dorothea née Bretnitz. Il étudie la médecine aux universités de Leipzig, de Wittemberg, d'Iéna et de Leyde. En 1721, à l’invitation de Pierre le Grand (1672-1725), il devient botaniste au jardin botanique du Collège de médecine de Saint-Pétersbourg. En 1724, il devient membre de l’Académie des sciences de Saint-Pétersbourg et professeur à l’école de l’Académie.
En tant que médecin, Buxbaum accompagne en 1724 le comte Roumiantsev (1680-1749) lors de sa mission diplomatique à Constantinople. Il en profite pour visiter la Grèce. Sur le chemin du retour, il visite l’Asie mineure, Bakou, Derbent et Astrakhan. Il regagne Saint-Pétersbourg en 1727. C'est l’un des premiers à décrire la flore des rivages de la mer Noire, d’Asie mineure et d’Arménie.
Son nom est commémoré dans le genre de mousse Buxbaumia ainsi que dans plusieurs espèces comme Carex buxbaumii. Une revue scientifique, consacrée aux mousses, lui est également dédiée. Buxbaum est notamment l’auteur de :
- Enumeratio plantarum acculatior in argo Halensi vicinisque locis crescentium una cum earum characteribus et viribus (Halle, 1721)
- Plantarum minus cognitarum centuria I. [-V.] complectens plantas circa Byzantium & in oriente observatas (Saint-Pétersbourg : ex typographia Academiae, 1728-1740, publié partiellement de façon posthume), cinq volumes illustrés de gravures sur cuivre.